# (134124) Subirachs
(134124) Subirachs est un astéroïde de la ceinture principale.

## Description
(134124) Subirachs est un astéroïde de la ceinture principale. Il fut découvert le 2 janvier 2005 à Begues par José Manteca. Il présente une orbite caractérisée par un demi-grand axe de 3,12 UA, une excentricité de 0,13 et une inclinaison de 10,8° par rapport à l'écliptique.

## Compléments